# Gran Premio di superbike di Phillip Island 1994
Il Gran Premio di Superbike di Phillip Island 1994 è stata l'undicesima e ultima prova del Campionato mondiale Superbike 1994, è stato disputato il 30 ottobre sul Circuito di Phillip Island e ha visto la vittoria di Carl Fogarty in gara 1, mentre la gara 2 è stata vinta da Anthony Gobert.
Con i risultati acquisiti il britannico Carl Fogarty ha ottenuto il titolo iridato, il primo della sua carriere, precedendo in classifica generale lo statunitense Scott Russell iridato l'anno precedente.
Quella ottenuta in gara 2 è stata anche la prima affermazione nel campionato mondiale Superbike dell'australiano Gobert.

## Risultati

### Gara 1

#### Arrivati al traguardo[3]
| Pos. | Nº | Pilota               | Motocicletta | Tempo     | Griglia | Punti |
| ---- | -- | -------------------- | ------------ | --------- | ------- | ----- |
| 1º   | 2  | Carl Fogarty         | Ducati       | 33:50.946 | 2º      | 20    |
| 2º   | 1  | Scott Russell        | Kawasaki     | +0:13.758 | 3º      | 17    |
| 3º   | 96 | Anthony Gobert       | Kawasaki     | +0:14.782 | 1º      | 15    |
| 4º   | 3  | Aaron Slight         | Honda        | +0:23.716 | 5º      | 13    |
| 5º   | 82 | Troy Corser          | Ducati       | +0:30.303 | 4º      | 11    |
| 6º   | 46 | Kirk McCarthy        | Honda        | +0:31.744 | 6º      | 10    |
| 7º   | 45 | Mat Mladin           | Kawasaki     | +0:45.324 | 9º      | 9     |
| 8º   | 54 | Shawn Giles          | Ducati       | +0:53.821 | 15º     | 8     |
| 9º   | 6  | Piergiorgio Bontempi | Kawasaki     | +0:59.317 | 8º      | 7     |
| 10º  | 37 | Simon Crafar         | Honda        | +1:00.665 | 10º     | 6     |
| 11º  | 23 | Doug Polen           | Honda        | +1:01.173 | 11º     | 5     |
| 12º  | 43 | Peter Goddard        | Suzuki       | +1:01.203 | 14º     | 4     |
| 13º  | 48 | Roy Leslie           | Ducati       | +1:01.229 | 20º     | 3     |
| 14º  | 11 | Andreas Meklau       | Ducati       | +1:18.113 | 21º     | 2     |
| 15º  | 52 | Steve Martin         | Suzuki       | +1:24.559 | 28º     | 1     |
| 16º  | 44 | Trevor Jordan        | Kawasaki     | +1:44.616 | 16º     |       |
| 17º  | 61 | Tony White           | Kawasaki     | +1 giro   | 29º     |       |
| 18º  | 24 | Luca Ruggeri         | Ducati       | +1 giro   | 30º     |       |
| 19º  | 53 | Ed Miller            | Ducati       | +1 giro   | 32º     |       |
| 20º  | 33 | Brian Morrison       | Honda        | +1 giro   | 27º     |       |
| 21º  | 64 | Michael Bubb         | Kawasaki     | +1 giro   | 31º     |       |
| 22º  | 4  | Fabrizio Pirovano    | Ducati       | +1 giro   | 12º     |       |
| 23º  | 59 | Mark Etherington     | Kawasaki     | +1 giro   | 34º     |       |
| 24º  | 57 | Michael Coulson      | Honda        | +1 giro   | 33º     |       |
| 25º  | 56 | Daniele Vanolini     | Honda        | +1 giro   | 38º     |       |
| 26º  | 62 | Alistair Maxwell     | Kawasaki     | +2 giri   | 36º     |       |
| 27º  | 51 | Chris Roberts        | Kawasaki     | +3 giri   | 35º     |       |

#### Ritirati
| Nº | Pilota             | Motocicletta | Giri     | Griglia |
| -- | ------------------ | ------------ | -------- | ------- |
| 70 | Tony Yates         | Kawasaki     | +2 giri  | 25º     |
| 42 | Marty Craggill     | Kawasaki     | +11 giri | 17º     |
| 63 | Adrien Morillas    | Kawasaki     | +13 giri | 7º      |
| 69 | James Whitham      | Ducati       | +15 giri | 19º     |
| 7  | Stéphane Mertens   | Ducati       | +17 giri | 23º     |
| 36 | Valerio Destefanis | Ducati       | +18 giri | 18º     |
| 50 | Chris Bombardiere  | Kawasaki     | +18 giri | 22º     |
| 58 | Aldeo Presciutti   | Ducati       | +19 giri | 24º     |
| 91 | Steven Doyle       | Honda        | +19 giri | 37º     |

### Gara 2

#### Arrivati al traguardo[4]
| Pos. | Nº | Pilota               | Motocicletta | Tempo     | Griglia | Punti |
| ---- | -- | -------------------- | ------------ | --------- | ------- | ----- |
| 1º   | 96 | Anthony Gobert       | Kawasaki     | 35:32.853 | 1º      | 20    |
| 2º   | 2  | Carl Fogarty         | Ducati       | +0:13.476 | 2º      | 17    |
| 3º   | 82 | Troy Corser          | Ducati       | +0:16.739 | 4º      | 15    |
| 4º   | 3  | Aaron Slight         | Honda        | +0:17.172 | 5º      | 13    |
| 5º   | 46 | Kirk McCarthy        | Honda        | +0:36.607 | 6º      | 11    |
| 6º   | 37 | Simon Crafar         | Honda        | +0:44.360 | 10º     | 10    |
| 7º   | 54 | Shawn Giles          | Ducati       | +0:45.734 | 15º     | 9     |
| 8º   | 4  | Fabrizio Pirovano    | Ducati       | +0:46.149 | 12º     | 8     |
| 9º   | 6  | Piergiorgio Bontempi | Kawasaki     | +0:46.275 | 8º      | 7     |
| 10º  | 11 | Andreas Meklau       | Ducati       | +0:52.299 | 21º     | 6     |
| 11º  | 23 | Doug Polen           | Honda        | +1:00.549 | 11º     | 5     |
| 12º  | 7  | Stéphane Mertens     | Ducati       | +1:04.478 | 23º     | 4     |
| 13º  | 43 | Peter Goddard        | Suzuki       | +1:05.652 | 14º     | 3     |
| 14º  | 42 | Marty Craggill       | Kawasaki     | +1:09.757 | 17º     | 2     |
| 15º  | 52 | Steve Martin         | Suzuki       | +1:10.286 | 28º     | 1     |
| 16º  | 44 | Trevor Jordan        | Kawasaki     | +1:29.308 | 16º     |       |
| 17º  | 1  | Scott Russell        | Kawasaki     | +1:30.816 | 3º      |       |
| 18º  | 33 | Brian Morrison       | Honda        | +1 giro   | 27º     |       |
| 19º  | 24 | Luca Ruggeri         | Ducati       | +1 giro   | 30º     |       |
| 20º  | 53 | Ed Miller            | Ducati       | +1 giro   | 32º     |       |
| 21º  | 57 | Michael Coulson      | Honda        | +1 giro   | 33º     |       |
| 22º  | 59 | Mark Etherington     | Kawasaki     | +1 giro   | 34º     |       |
| 23º  | 56 | Daniele Vanolini     | Honda        | +1 giro   | 38º     |       |
| 24º  | 62 | Alistair Maxwell     | Kawasaki     | +1 giro   | 36º     |       |
| 25º  | 91 | Steven Doyle         | Honda        | +2 giri   | 37º     |       |
| 26º  | 51 | Chris Roberts        | Kawasaki     | +2 giri   | 35º     |       |

#### Ritirati
| Nº | Pilota             | Motocicletta | Giri     | Griglia |
| -- | ------------------ | ------------ | -------- | ------- |
| 48 | Roy Leslie         | Ducati       | +10 giri | 20º     |
| 45 | Mat Mladin         | Kawasaki     | +11 giri | 9º      |
| 50 | Chris Bombardiere  | Kawasaki     | +13 giri | 22º     |
| 58 | Aldeo Presciutti   | Ducati       | +13 giri | 24º     |
| 61 | Tony White         | Kawasaki     | +15 giri | 29º     |
| 63 | Adrien Morillas    | Kawasaki     | +17 giri | 7º      |
| 69 | James Whitham      | Ducati       | +17 giri | 19º     |
| 36 | Valerio Destefanis | Ducati       | +22 giri | 18º     |
| 64 | Michael Bubb       | Kawasaki     | +22 giri | 31º     |
| 70 | Tony Yates         | Kawasaki     | +22 giri | 25º     |